# 不遊美堂家の名にかけて!
『不遊美堂家の名にかけて！』（ふゆみどうけのなにかけて）は、師走冬子による日本の漫画作品。『まんがライフオリジナル』（竹書房）にて、2022年11月号（10月11日発売）より連載中。

## あらすじ
転校生としてある日、名門・不遊美堂家のご令嬢がやってくることから始まる。

## 登場人物
不遊美堂星羅（ふゆみどうせいら）
お嬢様。スーパーポジティブだが世間知らず。

## 書誌情報
- 師走冬子『不遊美堂家の名にかけて！』竹書房〈バンブーコミックス〉、既刊2巻（2024年12月17日現在）
  1. 2024年1月17日発売[1][3]、ISBN 978-4-8019-8236-9
  2. 2024年12月17日発売[4]、ISBN 978-4-8019-8512-4